# Ранение Джейкоба Блейка
Джейкоб С. Блейк (англ. Jacob S. Blake) — 29-летний афроамериканец, который 23 августа 2020 года при задержании оказал сопротивление сотрудниками полиции, в результате чего был тяжело ранен в городе Кеноша (Висконсин).

## События
В мае 2020 года Джейкоб Блейк совершил незаконное проникновение в дом с целью домашнего насилия. С июля 2020 года в отношении него был ордер на арест на основании обвинений в совершении уголовного преступления сексуального насилия третьей степени . 
23 августа полиция прибыла по звонку женщины, против которой ранее Джейкоб Блейк уже совершал вышеперечисленные преступления, пожаловавшейся, что её «бойфренд» находится в доме, где его присутствие запрещено судом и что он забрал у нее ключи от её автомобиля и отказывается их вернуть. 
Блейк попытался скрыться на машине матери его детей, в которой сидели их сыновья: трех, пяти и восьми лет. 
Чтобы задержать Блейка, стражи порядка сначала попытались схватить его, но после оказанного сопротивления применили электрошокер, тем не менее на нарушителя эти меры не подействовали, он вырвался и быстрым шагом пошел к водительской двери автомобиля.
Затем, когда Блейк подошел к водительской двери и попытался сесть в автомобиль, чтобы скрыться, полицейский Растен Шески (англ. Rusten Sheskey) схватив его за майку попытался остановить его, но затем, после того как он увидел у него в руках нож, открыл огонь. Шески выстрелил в Блейка семь раз и четыре раза попал.
За инцидентом последовали акции протеста, в том числе митинги, марши, нанесение ущерба собственности, поджоги и столкновения с полицией. Двое протестующих также были смертельно ранены в столкновении с вооружённым гражданским лицом. Имя Джейкоба Блейка упоминалось в протестах в других городах США в рамках движения Black Lives Matter.
В январе 2021 года, после проведённого расследования инцидента, прокуратура отказалась привлекать полицейского Шески к ответственности, поскольку у Блейка в машине был нож, и Блейк говорил об этом полицейским.